# Caffè in forchetta
Il caffè in forchetta è un dolce al cucchiaio consistente in un budino a base di caffè, zucchero, uova e rum. Di antica origine toscana, si è diffuso nel tempo anche nella confinante regione storica denominata Romagna toscana, fino a diventare un dolce tradizionale della Romagna. È diffuso in particolare nell'Alta Valle del Bidente e nell'intera provincia di Forlì-Cesena, dove è inserito nell'elenco regionale dei prodotti agroalimentari tradizionali (P.A.T.).

## Preparazione
Si ottiene caramellando lo zucchero in uno stampo da budino e versando poi su di esso un composto a base di uova montate, zucchero, caffè freddo e rum. Il tutto viene cotto a bagnomaria, in forno. A cottura ultimata si rovescia lo stampo e si serve freddo. 